# Gemworld
Gemworld, también conocido como Faerie (Mundo fantástico), es una de las dos dimensiones mágicas ficticias donde provienen los seres mágicos, del Universo DC, creados para la editorial DC Comics. En la continuidad del Universo DC, todos los miembros de las razas mágicas los (homo magi) descubrieron una dimensión llamada Gemworld, donde concibieron que en dicho lugar debían de trasladarse allí y poder vivir en él. Este mundo alternativo, debutó en la serie de historietas de Amatista, Princesa de Gemworld Vol. 1 #1 (mayo de 1983), y fue creado por Dan Mishkin, Gary Cohn y Ernie Colón.

## Historia sobre la publicación
Gemworld debutó en la serie de historietas de Amatista, Princesa de Gemworld Vol. 1 #1 (mayo de 1983). Gemworld posteriormente, volvería a aparecer más tarde cuando Neil Gaiman lo trajo de vuelta en las series mensuales de Los libros de la magia Vol. 1 # 3 (enero de 1990), y en la historieta de Timothy Hunter, Hunter: The Age of Magic una serie spin-off, donde Timothy Hunter fue a la academia de magia establecida en la dimensión.

## Historia ficticia
Gemworld, también conocido como Faerie, es como anteriormente se menciona, es una dimensión mágica, llena de seres mágicos, y fue descubierta por los Homo Magi, una raza de seres humanos mágicos de los cuales decidieron establecer su nuevo lugar en este mundo. Esta dimensión originalmente le perteneció a los Señores del Caos.
Sin embargo, miles de años atrás, cuando la magia comenzó decaer a sus niveles más bajos en la Tierra, debido a un cambio en la alineación estelar (causada por una estrella nova) la bruja hechicera homo magi Citrina fue quien descubrió el Gemworld, por lo cual, deteminó que debería ir a dicho lugar, y cuando se encontró en aquel lugar, se encontró con los Señores del Caos, con los cuales llegó a un acuerdo, para que permitieran emigrar y establer un reino en dicha dimensión, para aquellos Homo Magi y criaturas mágicas que querían emigrar de la Tierra. Con este acuerdo, se mantuvo en secreto, durante la mayor parte de la historia, y fue mantenido por los nuevos habitantes de Gemworld. Con el Gemworld apropiado, el territorio en el cual vivirían por el resto de sus vidas, descubrieron que al principio, dicho lugar está formado por un continente que flota sobre el cielo, con un "sol" que orbita alrededor del continente, obviamente, reflejando la creencia antigua de que la Tierra es plana, pero finalmente este concepto sería retconeado al convertirse en un planeta real. Dicho mundo contiene una variedad de tierras, y fue colonizada por todas las culturas homo magi de todo el mundo.
Gemworld es una de las muchas dimensiones mágicas conectados al mundo mágico.

## Naturaleza del mundoGemworld
El tiempo se mueve a una velocidad diferente en Gemworld; un habitante de Gemworld planteó que si en la Tierra un ser nomral envejece, y regresara de vuelta al Gemworld luego después de varios años sería mayor, solo volvería a la normalidad, o sea, volvería a ser joven en caso de regresar a la Tierra. Esto también se da de forma contraria, si se da a la inversa. Además, también es cierto, que un ser humano criado en Gemworld podría llegar a igualar o superar la edad de la Tierra.

### Habitantes de Gemworld
Nivel de tecnología que se da en Gemworld espuramente medieval, y el territorio se divide en doce Casas Reales, cada uno representado por un tipo de gema, una que representa su lugar de nacimiento; el poder se turna entre las casas reales que rigen el Gemworld. Todos los habitantes Homo Magi del Gemworld pueden usar sus habilidades mágicas, aunque en la mayoría solo la utilizan nivel personal ya (que por ejemplo, la gente dedicada a la pesca, utilizan hechizos para ayudarles a capturar peces, por ejemplo). Aparte del homo magi, el Gemworld es el hogar tradicional de todas las razas de hadas. Cada reino contiene una veta la gema respectiva del cual proceden las diferentes casas reales, y sus fragmentos son extraídos para hacer las joyas de la familia real al cual pertenecen. Estas joyas aumentan los poderes mágicos de manera enorme.

### Las doce casas reales
- Amatista:[7] La casa de Amatista es la más poderosa de las casas, hasta el regreso de Amy a Gemworld, esta casa no regía un líder en este reino. Desde el regreso de Amy, se estableció que el movimiento de poder que existía terminó por cambiar para siempre en el Gemworld.[8]

La casa igualmente está conformada por:
Ciudad capital: Casa de Amatista.
Poder de sangre: Crea la manifestación temporal de Amatista para utilizar armas y barreras defensivas.
Miembros notables: La princesa Amaya; Lady Graciel (madre de Amaya); Lady Mordiel (tía de Amaya); y Bhoj (tío de Amaya)
- Topacio:[7] Inicialmente, el príncipe Topacio estuvo enamorado de Amatista y su más firme partidario. A medida que pasó el tiempo y con el transcurso de la serie, esta tuvo drástico cambio, Amy abandonó toda esperanza de una relación con el príncipe Topacio y le permitió encontrar consuelo en los brazos de Turquesa.

La casa por ahora es desconocida.
- Esmeralda:[7] La casa de esmeralda es gobernado por Lady Esmeralda, una maestra de magia natural. Lady Esmeralda más adelante se convertiría en la entidad conocida como el Fuego de Jade.

La casa por ahora es desconocida.
- Moonstone:[7] La casa de Moonstone, es un fuerte aliado de la Casa de Amatista. Su gobernante, Lord Moonstone, es un rápido guerrero y aristócrata.

La casa por ahora es desconocida.
- Zafiro: La casa de Zafiro era un fiel aliado de la casa de Ópalo, debido a los deseos carnales de Lady Záfiro.[7]

La casa por ahora es desconocida.
- Diamante: La casa de diamante era gobernado por los sumos sacerdotes de diamante.[7]

La casa igualmente está conformada por:
Ciudad Capital: Rappandard Peak
Otros lugares: Ciudadela del Señor Reishan;
Poder de Sangre (basado en Energía): Desconocida
Miembros notables: Lord Reishan, Príncipe Talzanar, Príncipe Hadran, y el Príncipe Zushan.
- Rubí:[7] La casa unida de Rubí se encuentra al norte del Lago Rubí. En el extremo norte del reino, durante mucho tiempo ha sido reclamado por el Imperio Sardonyx, que habitualmente lanza incursiones entre su disputada frontera.

La casa por ahora es desconocida.
- Ópalo:[7] La casa de Ópalo es gobernado por un dictador oscuro llamado Dark Ópal. El hijo de Dark Ópal Carnelian nació en la Tierra y no tiene habilidades místicas.

La casa por ahora es desconocida.
- Garnet:[7] El tormentoso Peak ha sido un aliado leal a la Casa de Amatista. Lord Garnet también tiene un hijo que desapareció cuando intentó rescatar a la reina Esmeralda cuando se encontraba aprisionada en la caja de Pandora.

La casa por ahora es desconocida.
- Sardonyx:[7] La casa de Sardonyx es un contundente y habitual aliado de la casa de Ópalo. Lord Sardonyx y Lord Serpiente después le transfiere su lealtad al Fuego de Jade.

La casa igualmente está conformada por:
Ciudad capital: Desconocida
Poder de sangre: Cancelación del poder de líneas de sangre de las otras casas (nulificación de poder)
Miembros notables: Lady Akikra, Eilla, Eiya, Lord Kala (Eclipso)
- Turquesa:[7] La casa de Turquesa es aliada de la casa de Amatista. Su gobernante es una mujer guerrera salvaje llamada Lady Turquesa.

La casa igualmente está conformada por:
Ciudad capital: Akasa
Otros Lugares: Las llanuras Bliss
Poder de sangre: Transformación y fundición de ilusiones
Miembros notables: Lord Vyrian (Muerto) (padre de Amaya); Lord Firojha (abuelo de Amaya); Preet (Wild Seed, sin relación con Amaya.)
- Aguamarina: La casa de Aguamarina es gobernada por Lord Aguamarina, un maestro de la magia del elemento agua.

La casa por ahora es desconocida.

### Las Casas menores
- Casa de Citrine:[7] La casa igualmente está conformada por:

Ciudad Capital: Manipoor
Otros lugares: Ruinas de citrine
Poder de sangre: El Conocimiento de las Casas y sus habitantes.
Todo aquel Conocimiento sobre los archivos citrine, la historia de Nilaa y el lord o lady de las principales casas, se encuentra aquí, ya que es el archivo principal, tiene todo el conocimiento de los demás archivos que se han recolectado del Gemworld a través de los siglos.
Miembros notables: La princesa Ingvie, Lady Senshe, Mi 'Pa,

### Clanes
- Ghaggra:[7] Es un clan que habita el Gemworld.

Ubicación: Cazadores, una región que se encuentra más allá de las tierras colonizadas.
Miembros notables: Niyati, Casa desconocida.

#### Otros lugares
- Elzere[7]

### Flora y fauna
- Vyala: Una especie criada con magia para ser utilizada como montura (como para montar un león, un pájaro, o un caballo, algunos de los cuales pueden volar).[7]

## Historias recientes: Los Nuevos 52
Con el reboot de la continuidad, en Los Nuevos 52, Gemworld ahora se llama Nilaa y es en gran medida lo mismo que antes. Las doce casas principales siguen siendo las mismas; cuatro fueron confirmadas, Amatista, Diamante, Turquesa, y se mencionó la existencia de Sardonyx y el reino Esmeralda. Adicionalmente, existe también la adición de casas de menor rango en importancia que han comprometido la lealtad de las principales casas, como Citrino comprometiéndose con Amatista; y la existencia de clanes, como el denominado Ghaggra, que apareció recientemente. También hay una casa sin nombre que también aparece.
Los habitantes de Nilaa vinieron igualmente como en su época precrisis desde la Tierra hace miles de años y lo llaman el Primer Mundo. Puesto que los dos mundos se encuentran en diferentes dimensiones, los viajes entre los dos es casi imposible y toma una enorme cantidad de energía para cargar un cristal.
Hay magia en este mundo que no pueda ser utilizada por todos, pero lo suficientemente común para ser repartida entre las principales casas, puesto que este poder mundano es común para la mayoría de la gente. También se canaliza a través de gemas que representan al poder del lazo de sangre de la casa a la cual habita y pertenece.

### El poder del lazo de sangre
Los miembros de las casas mayores y menores tienen un poder de lazos de sangre, es básicamente el poder de la magia cuando esta se utiliza en la Tierra. Sus poderes del lazo de sangre se pueden combinar cuando dos miembros de dos casas se casan y tienen hijos, pero uno de ellos será el más dominante sobre el otro. Algunos poderes se mezclaban bien y otros no; la mezcla de Amatista y turquesa resultaba muy inestable y, por lo tanto, era mal visto. Cada fuente de poder del lazo de sangre es específico de una casa, pero no está limitada a una acción necesaria.
El poder del lazo de sangre se transmite desde la cabeza de la casa (el Lord o Lady) a sus hijos, siendo los herederos, (un príncipe o princesa). Se puede transferir este poder, de un Lord o Lady a su hermano, eso si actual jefe de la casa no llega a tener hijos. Si no hay heredero al trono de su casa, al momento de la muerte del Lord o Lady, el poder del lazo de sangre será transferida a una "semilla salvaje", un hijo ilegítimo de un antepasado de la casa. Estasa semillas salvajes pueden ser rastreadas desde la fuente de poder del lazo de sangre, pero es muy insignificante.
La energía del poder del lazo de sangre es finito. Esto significa que en el raro caso de que exista más de un reclamante al poder de la fuente del lazo de sangre, se divide en partes iguales entre ellos, no importa cuántos sean. El poder del lazo de sangre se traslada automáticamente al heredero o heredera, al hijo o hija mayor, tras la muerte del actual Jefe de la casa, pero se puede trasferir libremente de una cabeza a la siguiente, mientras que el anterior esté todavía vivo.